# ادو البکار
ادو البکار (انگلیسی: Edu Albácar؛ زادهٔ ۱۶ نوامبر ۱۹۷۹) بازیکن فوتبال اهل اسپانیا است.
از باشگاه‌هایی که در آن بازی کرده‌است می‌توان به باشگاه فوتبال هرکولس، باشگاه فوتبال اسپانیول، باشگاه فوتبال دپورتیوو آلاوس، باشگاه فوتبال رایو وایکانو، و باشگاه فوتبال الچه اشاره کرد.